# Сомалійська кішка
Сомалійська, Сомалі (англ. Somali, SOM)  — порода кішок, що виведена на основі абісинської породи, подібна до неї за зовнішнім виглядом і характером та відрізняється від неї довжиною шерсті.

## Історія
Сомалі трохи більша й міцніша, ніж абісинські кішки. Порода є результатом тривалої селекційної роботи, проведеної в США й Канаді. Назва породи не пов'язана з географією. Уперше довгошерсті кошенята почали з'являтися в 60-х роках XX ст. у приплодах абісинських кішок одночасно в Канаді, США, Європі й Австралії. Спочатку їхню появу пов'язували з мутацією і проявом гена довгошерстості. Однак пізніше було виявлено, що приплоди належали кішкам британської лінії, тобто ген довгошерстості був внесений абісинським кішкам. 1972 року в США був заснований перший клуб любителів сомалійської кішки «Somali Cat Club». До офіційного переліку порід FIFE сомалі була внесена в 1982 році. Сьогодні сомалійська порода кішок є дуже популярною серед любителів усього світу, особливо в Австралії, де вона майже замінила абісинську.

## Розмноження
При схрещуванні двох кішок сомалійської породи всі кошенята будуть довгошерстими. Такі кошенята можуть з'являтися в потомстві абісинських кішок. Для поліпшення породи сомалі схрещують з абісинськими кішками.
Кошенята сомалійської породи народжуються трохи більшими, ніж абісинської. Приплоди у сомалі не такі нечисленні, і немає переваги в приплоді самців, як у короткошерстих родичок. Шерстний покрив у сомалійських кішок остаточно формується до 2 років.

## Характер
Сомалійські кішки активні, грайливі, рухливі. Майже завжди перебувають у гарному настрої. Доброзичливі до людей, виявляють живу цікавість до оточення. Спокійні й урівноважені, люблять дітей.

## Зовнішній вигляд
Європейські й американські стандарти близькі. Сомалійські кішки Європи загалом трохи легші, граційніші, ніж їхні американські побратими. Мордочки їх не настільки округлені, і спостерігається тенденція до випрямлення лінії профілю.
Кішки сомалійської породи — тварини середніх розмірів, пропорційно складені, мають граціозний вигляд. Навіть нерухомі виглядають спритними й швидкими. Тіло міцне, гнучке, з добре розвиненою мускулатурою. Спина трохи вигнута, справляє враження кішки, що готується до стрибка. Боки пласкі. Грудна клітка округлої форми, опукла. Кінцівки стрункі, довгі, пропорційні стосовно тіла. Лапи овальні, маленькі, компактні, з пасмами шерсті між пальцями. Хвіст довгий (довжина пропорційна тілу), товстий біля основи й трохи звужений до кінця, з добре розвиненим опушенням (у вигляді щітки).
Голова за формою нагадує клин з округленими обрисами без пласких ліній і незграбності. Череп досить широкий. Чоло високе. Вилиці й профіль м'яко окреслені. Мордочка має м'які контури, що відповідають обрисам голови загалом. Від сідловини носа до чола помітний легкий горбочок. Ніс без сіделки. Підборіддя добре розвинене, міцне, округлене. Щоки наповнені. Кінчик морди не повинен бути гострим. Вуха великі, насторожені, широкі в основі, загострені. Широко розставлені, помітно зрушені в напрямку до потилиці. Бажана наявність китиць. Очі великі, мигдалеподібні (не повинні бути круглими або східними), яскраві й виразні. Косо поставлені, розташовані на значній відстані одне від одного. Світлі ділянки біля самих очей обведені темною лінією. Над кожним оком темний вертикальний штрих. Короткі темні лінії (смужки) ідуть від нижнього віка в напрямку до вуха з обох боків ока. Колір очей бурштиновий, горіховий або зелений. Найкращим є насичений і глибокий колір. Плавна лінія переходу від голови до шиї. Шия елегантна, м'язиста.
Шерсть густа, м'яка, ніжна, шовковиста, подвійної текстури (остьове волосся й підшерстя). Чим густіша шерсть, тим краще. Середньої довжини, рівно лежить уздовж спини. Довша на животі, на плечах трохи коротша. Перевага надається тваринам, що мають розвинене прикрашальне волосся, комір і «штани». Комір і «штани» можуть бути не виражені в кошенят.

### Забарвлення
Основа забарвлення шерсті кішки породи сомалі — це тикінг. На кожному волоску має бути як мінімум три кільця, тобто 6 контрастних колірних зон від основи волосся до кінчика. Тикінг визначає зональне забарвлення, що формується повільно, але у всіх кошенят воно має бути помітним хоча б на лопатках. Фіксується із дворічного віку. Кінчики вух і китиці, малюнок на морді, верх і кінчик хвоста, шерсть між пальцями й п'ятами повинні бути такого ж кольору, як тикінг. Бажаний темніший відтінок уздовж хребта й верху хвоста. Груди, нижній бік тіла, внутрішній бік ніг повинні мати колір основного волосся, без малюнка. У кошенят і молодих тварин кольори в забарвленні можуть бути недостатньо насиченими. Недоліком у забарвленні вважається наявність сірого або піщаного тонів, залишкових елементів малюнка — розірваних смуг. Не допускається наявність білого медальйона або білих плям де-небудь, за винятком підборіддя, губ і мочки носа (біля ніздрів), замкнутого намиста на шиї.
Спочатку визнавали наявність двох основних забарвлень: дикого й червоного. Сьогодні колірні варіації забарвлення сомалійської породи різноманітні: соррель, фавн, дикий, блакитний. За стандартами GCCF існує кілька забарвлень.

## Світлини

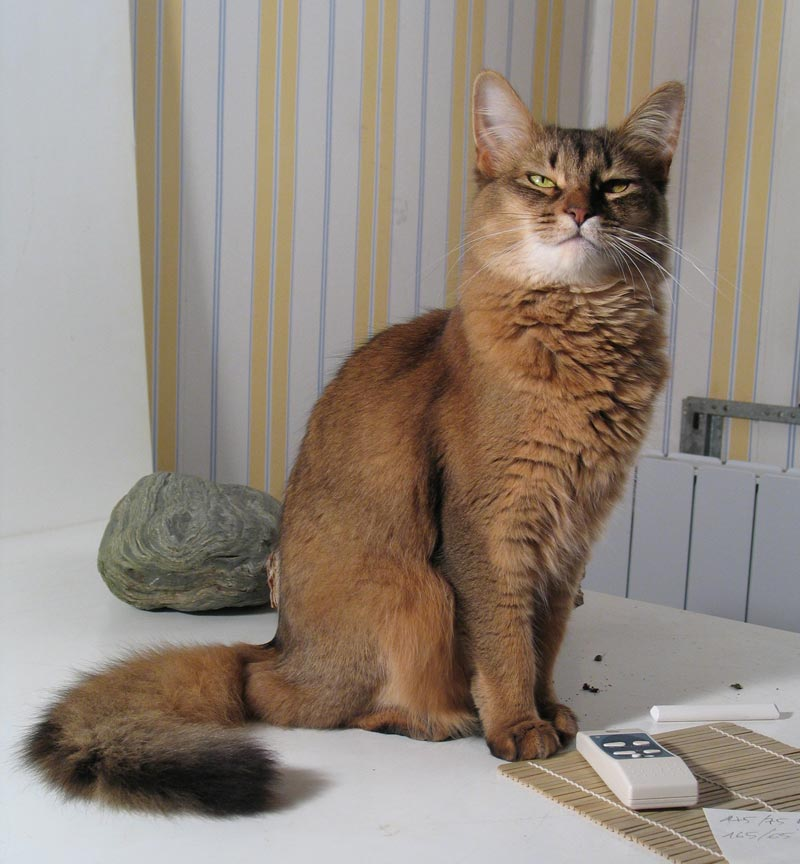
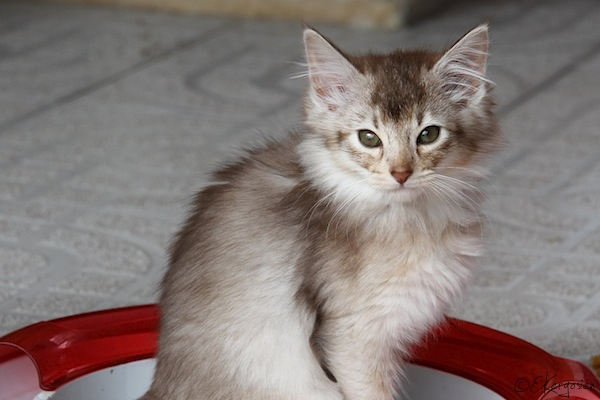
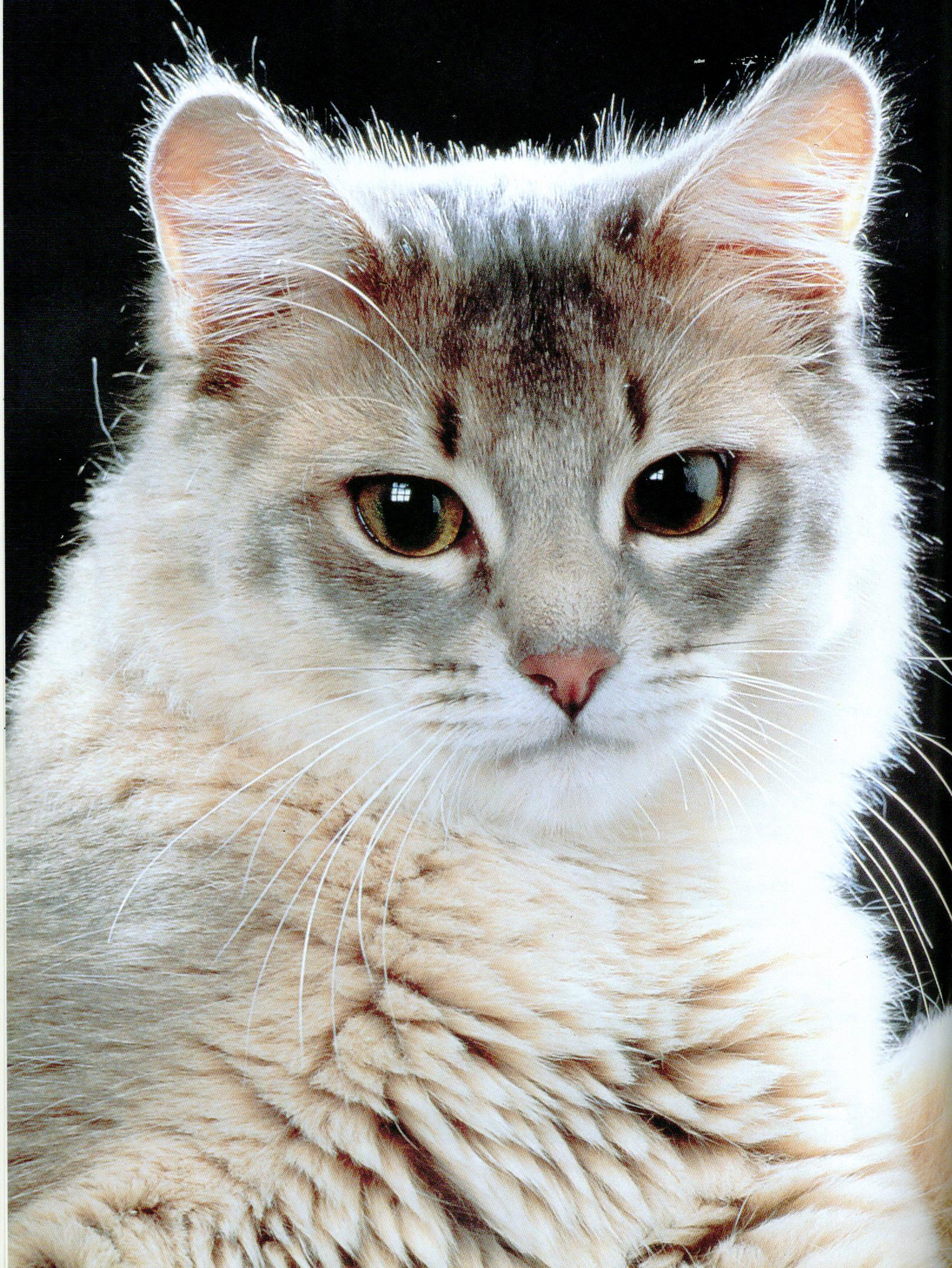
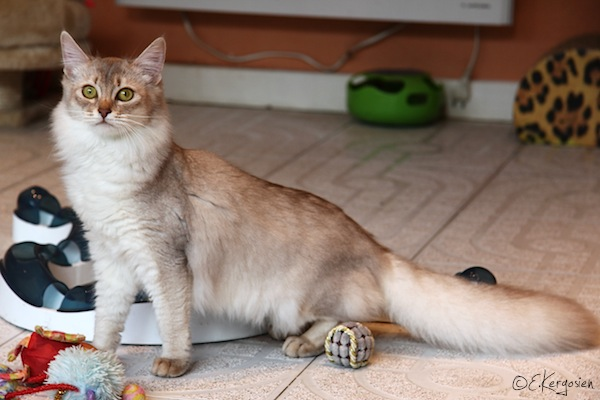
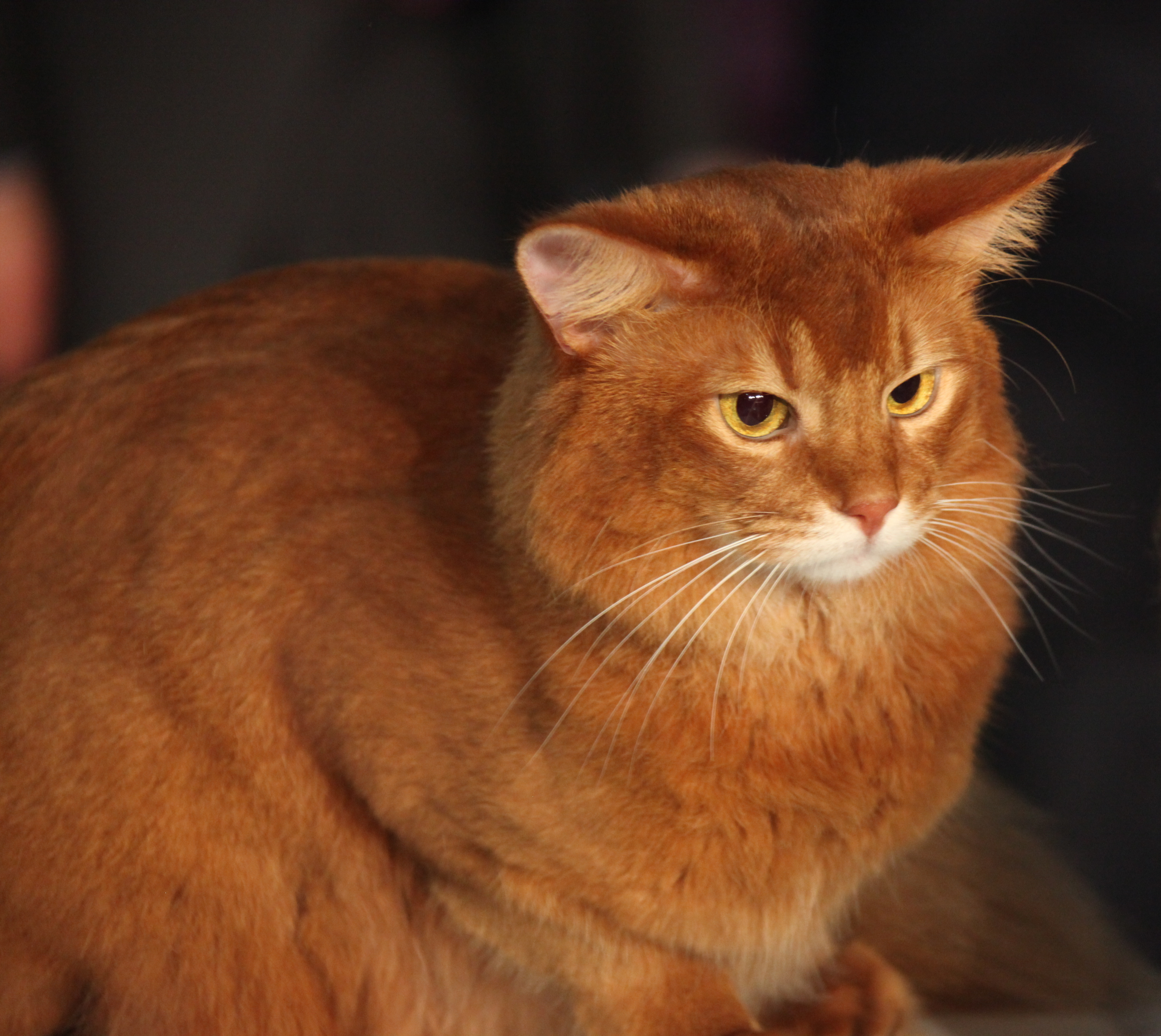
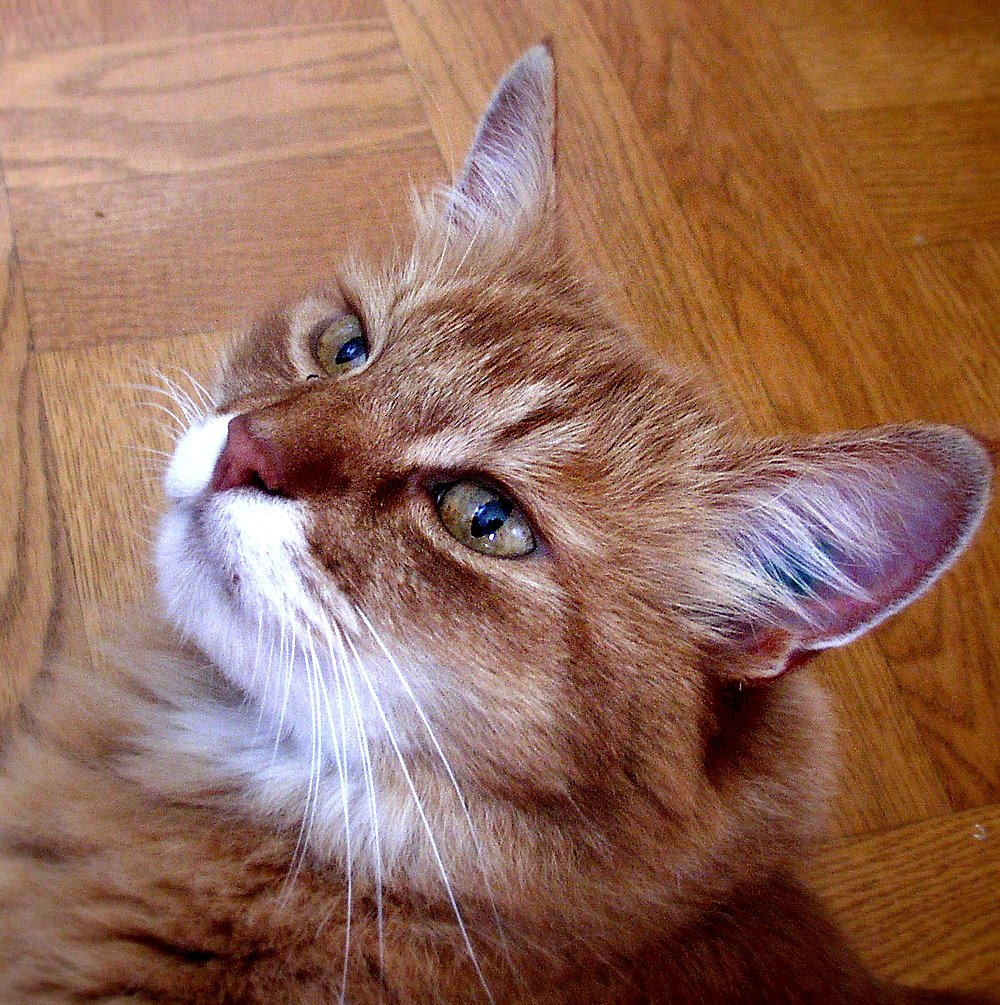
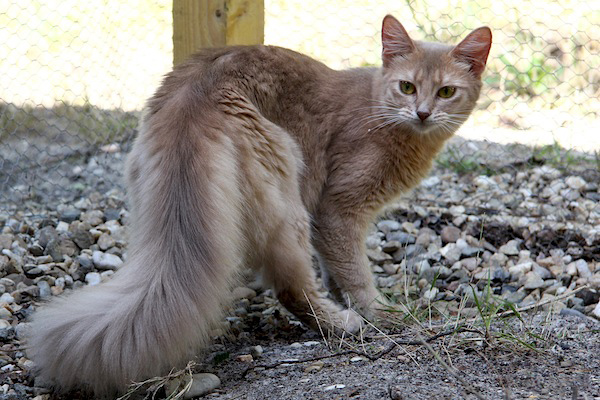
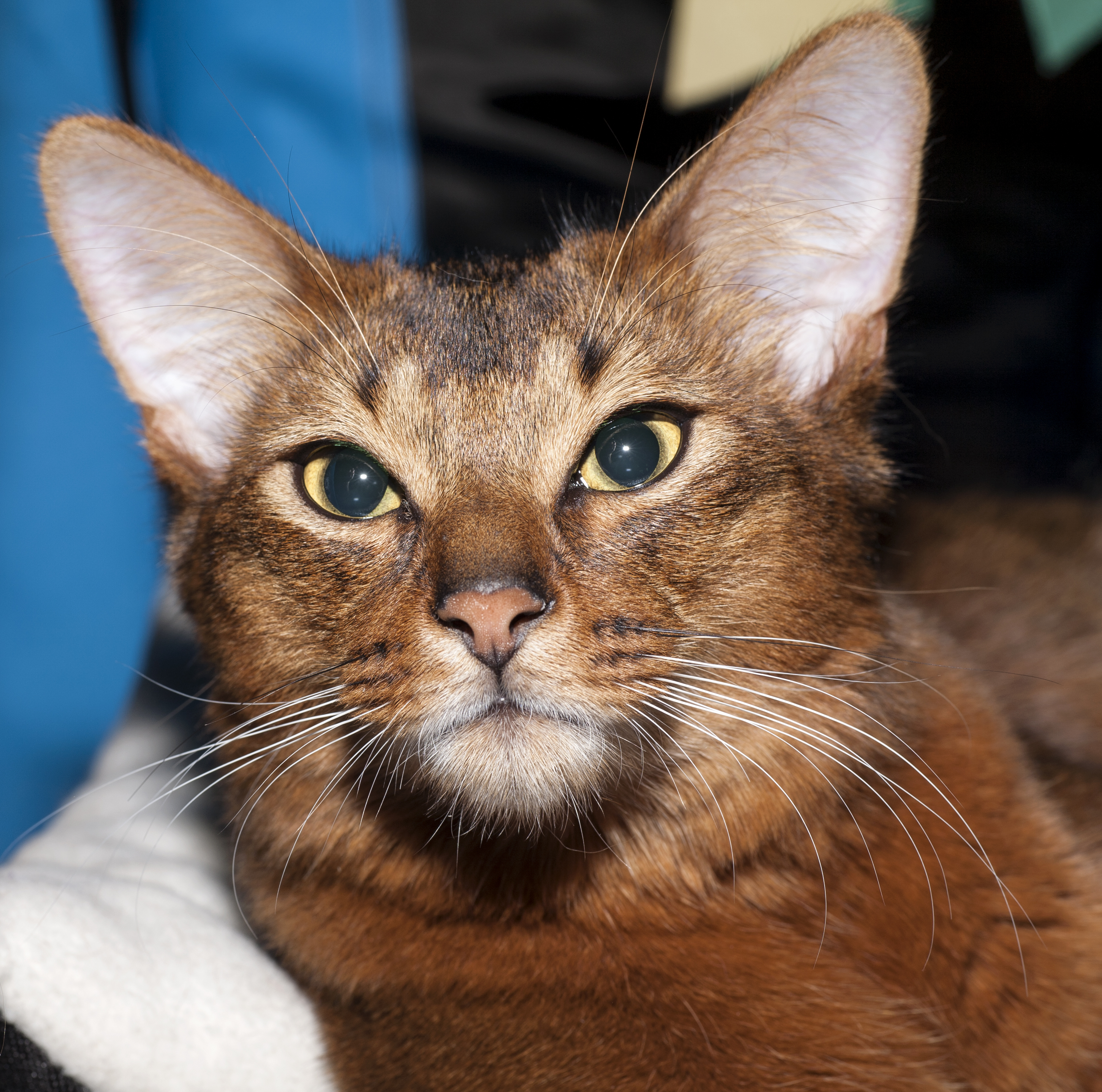
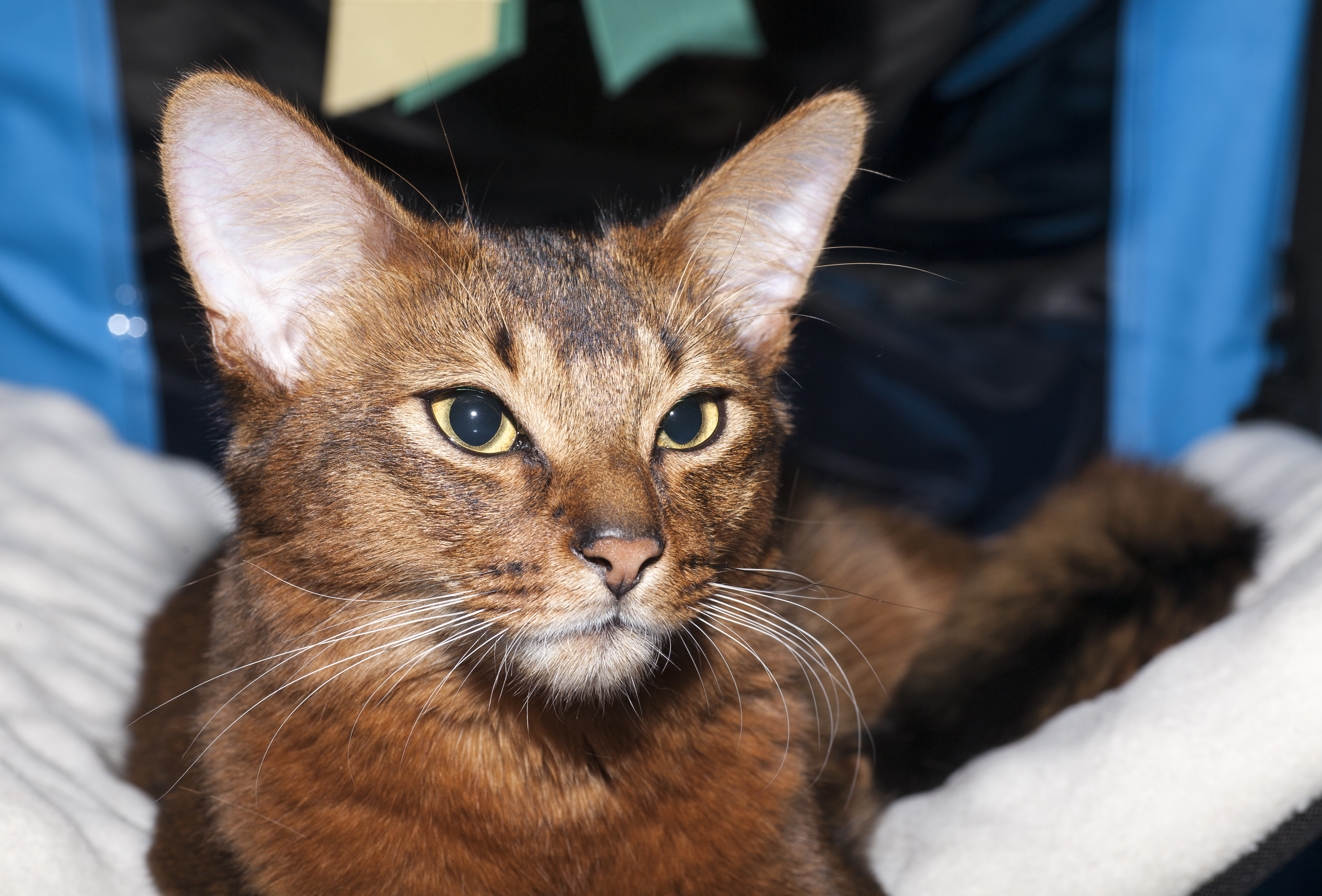